# Gävunda
Gävunda är en ort utmed Inlandsbanan två mil syd-sydväst om Mora i Venjans socken i Mora kommun. Orten är belägen vid Gävundsjöns östra strand, strax öster om Riksväg 26:s sträckning mellan Vansbro och Mora. Fram till och med 1995 klassificerade SCB Gävunda som småort.
Gävunda har förbindelse med Siknäs på den västra sidan av Gävundasjön via en bågbro som öppnades för trafik 1920.

## Historia
Orten är nämnd i skattelängden 1539, då den bestod av två byar, södra och norra eller Gävunda och Norribyn.
Vid Gävundasjön byggdes under 1910-talet Gävunda ångsåg. Virket ifrån sågen lastades mestadels på järnvägsvagnar, men även lastbil förekom.
Orten har haft skola, post, affärer och järnvägsstation. En läskedrycksfabrik, Mineralvatten- och läskedrycksfabriken, fanns på orten 1920-talet. 

## Samhället
Gävunda har bygdens enda numera nedlagda lanthandel, Södra Venjans Livs. 